# Parlementsgebouw (Bangladesh)

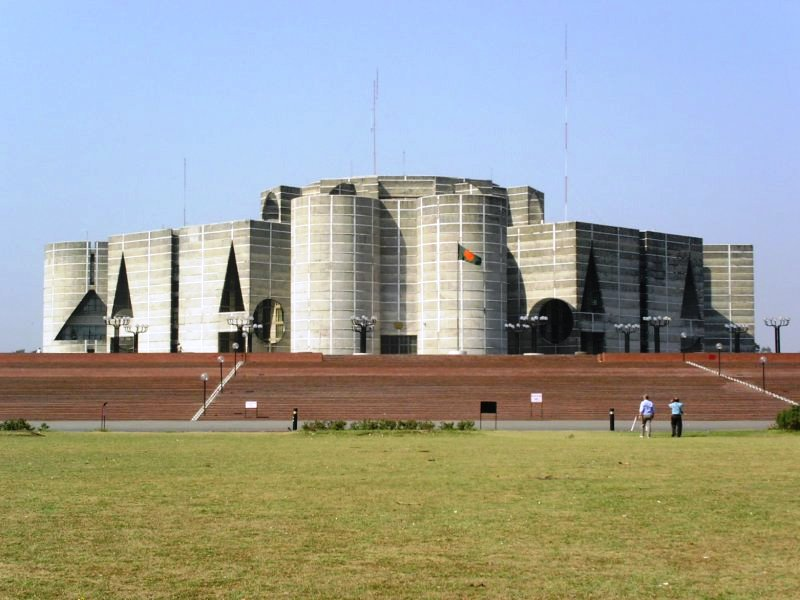
Jatiya Sangsad Bhaban, het parlementsgebouw van Bangladesh

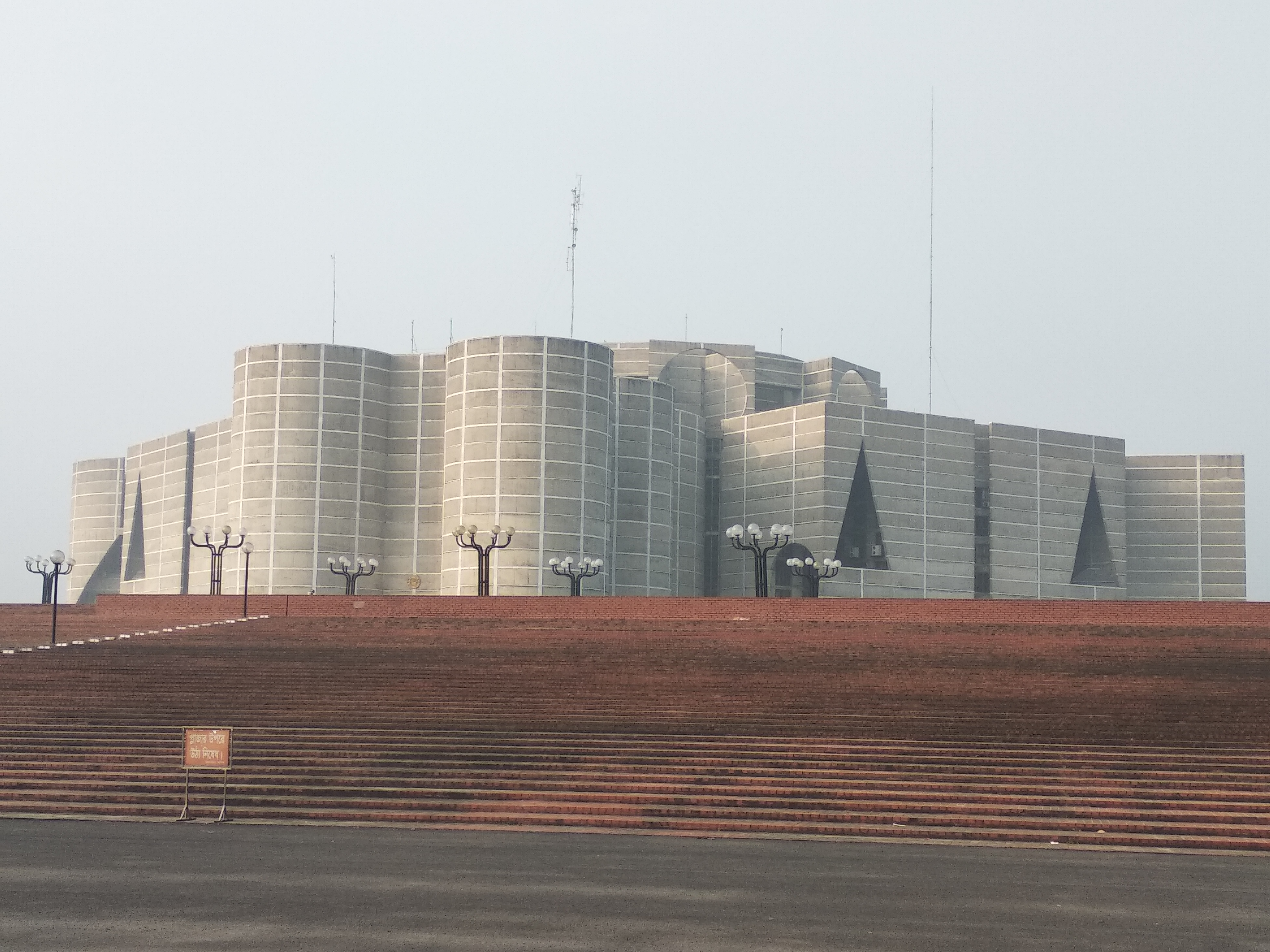
Vooraanzicht van het gebouw

Het parlementsgebouw van Bangladesh (Jatiya Sangsad Bhaban, Bengaals: জাতীয় সংসদ ভবন) werd ontworpen door de Amerikaanse architect Louis Kahn. Het staat in de hoofdstad Dhaka en is het grootste parlementsgebouw ter wereld.
Het gebouw is onderdeel van het Jatiya Sangsadcomplex. Dit is 80 hectare groot en hier zijn kantoren en huizen voor de parlementsleden te vinden. Deze zijn gegroepeerd rondom een kunstmatig meer.
In 1961 werd gestart met de bouw van het complex. Bangladesh was toen nog een Pakistaanse deelstaat en het gebouw was bedoeld als parlement voor heel Pakistan. Het gebouw was pas klaar in 1982 en toen was Bangladesh al onafhankelijk. Op 15 februari van dat jaar werd het gebouw in gebruik genomen. In 1989 werd het ontwerp bekroond met de Aga Khan Award for Architecture.

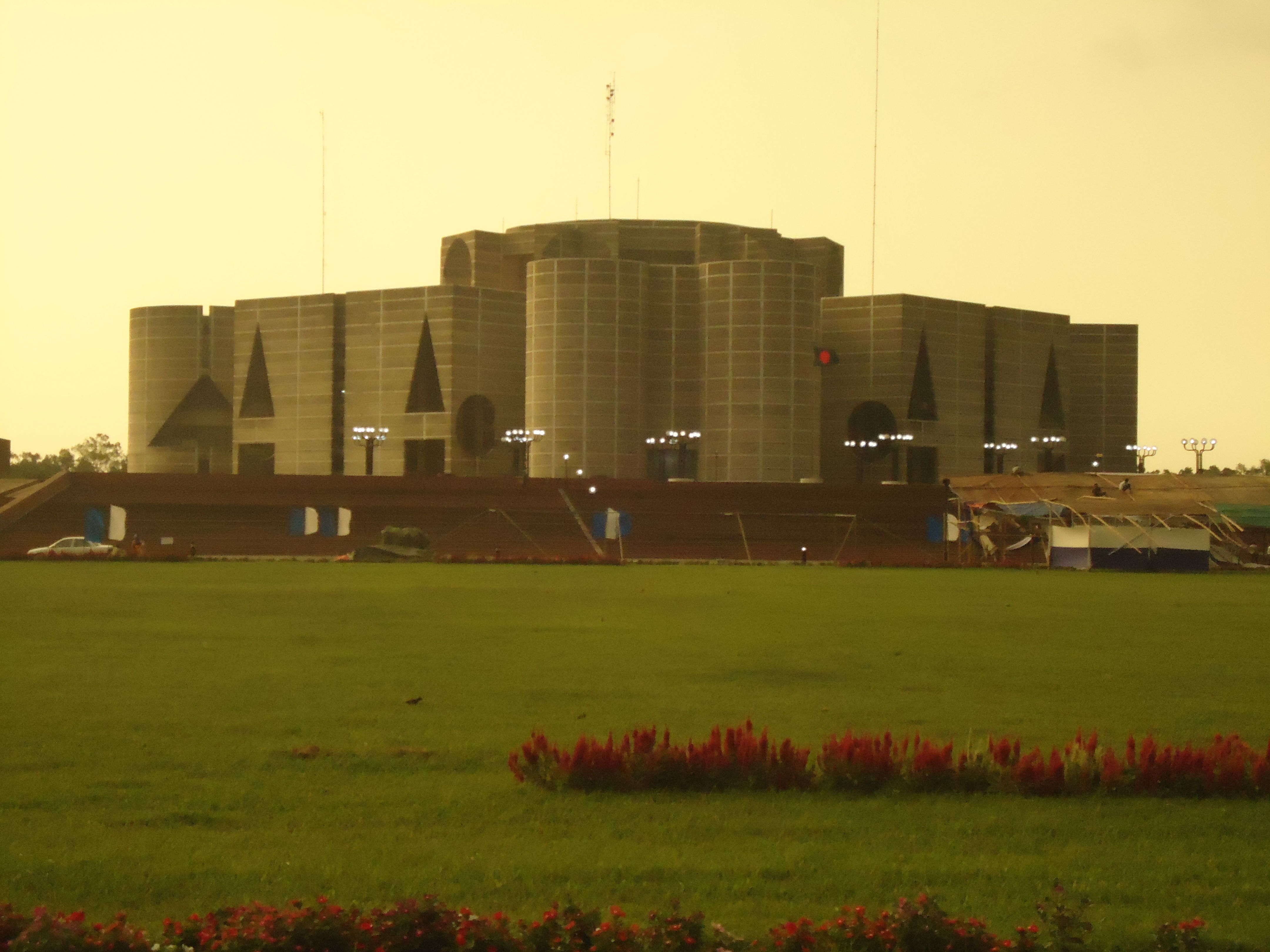
Jatiya Sangsad Bhaban

## Ontwerp
Het gebouw is opgetrokken uit beton onderbroken door stroken marmer en ziet er van buiten uit als één blok van ogenschijnlijk één verdieping. Van binnen is het echter ingedeeld in verschillende partities die elkaar horizontaal en verticaal overlappen. In het midden bevindt zich de ruimte waar het parlement bijeenkomt. Deze ruimte is achthoekig en 35 meter hoog. Bovenin is een koepelvormig dak geplaatst. Aan de zijkant van het dak bevinden zich ramen waar zonlicht indirect door naar binnen komt. Aan de noordkant is het kantoor van de president gevestigd. Het totale vloeroppervlak bedraagt meer dan 10 hectare (of 100.000 m²).